# Dănicei (gmina)
Dănicei – gmina w Rumunii, w okręgu Vâlcea. Obejmuje miejscowości Bădeni, Ceretu, Cireșul, Dealu Lăunele, Dealu Scheiului, Dobrești, Drăgulești, Glodu, Gura Crucilor, Lăunele de Jos, Linia pe Vale, Udrești i Valea Scheiului. W 2011 roku liczyła 2041 mieszkańców.